# Thecla dama
Thecla dama är en fjärilsart som beskrevs av Druce 1875. Thecla dama ingår i släktet Thecla och familjen juvelvingar. Inga underarter finns listade i Catalogue of Life.